# نيت نيوتن
نيت نيوتن (بالإنجليزية: Nate Newton)‏ هو لاعب كرة قدم أمريكية أمريكي، ولد في 20 ديسمبر 1961 في أورلاندو في الولايات المتحدة.

## وصلات خارجية
- نيت نيوتن على موقع مرجع كرة القدم المحترفة.كوم (الإنجليزية)